# Liste der Baudenkmäler und Museen in Istanbul
Diese Liste der Baudenkmäler und Museen in Istanbul nimmt die wichtigsten denkmalgeschützten Gebäude und Museen der türkischen Metropole auf.

## Baudenkmäler

### Profanbauten
- Abide-i Hürriyet (Freiheitsstatue)
- Anadolu Hisarı (Anatolische Burg)
- Blachernen-Palast
- Beylerbeyi-Palast
- Bukoleon-Palast
- Burgruine Yoros
- Cumhuriyet Anıtı (Denkmal der Republik)
- Denkmal der Luftwaffe
- Doğançay-Museum (Museum für Zeitgenössische Kunst)
- Dolmabahçe-Palast
- Großer Palast
- Gotensäule (Gotlar Sütunu)
- Galataturm
- Galatasaray Lisesi
- Herakleios-Mauer
- Hippodrom
- Konstantinssäule (Çemberlitaş sütunu)
- Markian-Säule (Kıztaşı: „Mädchensäule“)
- Mevlevi-Loge in Galata
- Porphyrogennetos-Palast (Tekfur Sarayı)
- Rumeli Hisarı
- Schlangensäule
- Seemauer
- Topkapı-Palast
- Theodosianische Mauer
- Yedikule („Burg der Sieben Türme“)

### Sakralbauten
- Acem-Agha-Mescit (Lâla Hayrettin Mescidi, Theotokos Chalkoprateia, Chalkropaten-Kirche)
- Ahmet-Pascha-Moschee (Kilise Camii, Hirami Ahmet Paşa Camii, Ioannes Prodromos en to trullo, Johannes-Kirche)
- Arap Camii (SS Paolo e Domenico)
- Atik-Ali-Pascha-Moschee (Sedefçiler Camii)
- Atik-Mustafa-Pascha-Moschee (Hazreti Cabir Camii)
- Atik-Valide-Moschee (Eski Valide Camii)
- Bodrum-Moschee
- Chora-Kirche (Kariye Camii oder Kariye Kilisesi)
- Fatih-Moschee (vormals Apostelkirche)
- Fenârî-Îsâ-Moschee (Molla Fenâri Îsâ Câmîi/Μονή του Λιβός)
- Hagia Irene (Aya İrini, Irenenkirche)
- Hagia Sophia
- Heiliggeist-Kathedrale
- Kalenderhane-Moschee (Kalenderhane Camii)
- Kılıç-Ali-Pascha-Moschee
- Kirchenmoschee (Vefa Kilise Camii)
- Küçüksu-Palast (Kılıç Ali Paşa Külliyesi)
- Kleine Hagia Sophia (Küçük Aya Sofya Camii, Sergios- und Bakchos-Kirche)
- Ortaköy-Moschee
- Pammakaristos-Kirche
- Rüstem-Pascha-Moschee
- Sankt Stefan (Bulgarische „Eiserne Kirche“)
- Sokollu-Mehmet-Pascha-Moschee (Sokollu Paşa Camii)
- Studionkloster
- Süleymaniye-Moschee
- Sultan-Ahmed-Moschee („Blaue Moschee“)
- Teşvikiye-Moschee
- Yeni-Valide-Moschee
- Zeyrek-Moschee (Molla Zeyrek Camii)

Synagogen
- Zülfaris-Synagoge

## Museen
- Atatürk-Museum
- Atatürk-Seevilla Florya (Florya Atatürk Deniz Köşkü)
- Doğançay-Museum, Bilder von Burhan Cahit Doğançay
- Panorama-1453-Geschichtsmuseum
- Rahmi M. Koç-Museum
- Archäologisches Museum Istanbul (İstanbul Arkeoloji Müzeleri)
  - Teil davon: Çinili-Köşk-Museum (Çinili Köşk Müzesi, Keramikmuseum)
- Jüdisches Museum der Türkei
- Luftfahrtmuseum Istanbul (İstanbul Havacılık Müzesi)
- Militär-Museum Istanbul (İstanbul Askeri Müze)
- Mosaik-Museum (Büyük Saray Mozaikleri Müzesi)
- Museum für türkische und islamische Kunst (Türk ve İslam Eserleri Müzesi)
- Museum für Klassische Osmanische Literatur
- Museum für Beleuchtungs- und Beheizungsanlagen (Aydınlatma ve Isıtma Araçları Müzesi)
- Presse-Museum (Türkiye Gazeteciler Cemiyeti Basın Müzesi)
- İstanbul Modern (Museum für Moderne Kunst Istanbul, İstanbul Modern Sanat Müzesi)
- Marinemuseum Istanbul (Deniz Müzesi)
- Spielzeugmuseum Istanbul (İstanbul Oyuncak Müzesi)
- Zoologisches Museum Istanbul (İstanbul Üniversitesi Zooloji Müzesi)